# Valonský šíp 2019
83. ročník jednodenního cyklistického závodu Valonský šíp se konal 24. dubna 2019 v Belgii. Vítězem se stal Francouz Julian Alaphilippe z týmu Deceuninck–Quick-Step. Na druhém a třetím místě se umístili Dán Jakob Fuglsang (Astana) a Ital Diego Ulissi (UAE Team Emirates).

## Týmy
Závodu se zúčastnilo celkem 25 týmů, všech 18 UCI WorldTeamů a 7 UCI Professional Continental týmů. Každý tým přijel se 7 jezdci, na start se celkem postavilo 175 jezdců. Do cíle na Mur de Huy dojelo 102 jezdců.
UCI WorldTeamy
- AG2R La Mondiale
- Astana
- Bahrain–Merida
- Bora–Hansgrohe
- CCC Team
- Deceuninck–Quick-Step
- EF Education First
- Groupama–FDJ
- Lotto–Soudal
- Mitchelton–Scott
- Movistar Team
- Team Dimension Data
- Team Jumbo–Visma
- Team Katusha–Alpecin
- Team Sky
- Team Sunweb
- Trek–Segafredo
- UAE Team Emirates

UCI Professional Continental týmy
- Cofidis
- Euskadi–Murias
- Israel Cycling Academy
- Rally UHC Cycling
- Sport Vlaanderen–Baloise
- Wallonie Bruxelles
- Wanty–Gobert

## Výsledky
| Pořadí | Jezdec                      | Tým                   | Čas        |
| ------ | --------------------------- | --------------------- | ---------- |
| 1      | Julian Alaphilippe (FRA)    | Deceuninck–Quick-Step | 4h 55' 14" |
| 2      | Jakob Fuglsang (DEN)        | Astana                | + 0"       |
| 3      | Diego Ulissi (ITA)          | UAE Team Emirates     | + 6"       |
| 4      | Bjorg Lambrecht (BEL)       | Lotto–Soudal          | + 8"       |
| 5      | Maximilian Schachmann (GER) | Bora–Hansgrohe        | + 8"       |
| 6      | Bauke Mollema (NED)         | Trek–Segafredo        | + 8"       |
| 7      | Patrick Konrad (AUT)        | Bora–Hansgrohe        | + 8"       |
| 8      | Michael Matthews (AUS)      | Team Sunweb           | + 8"       |
| 9      | Jelle Vanendert (BEL)       | Lotto–Soudal          | + 11"      |
| 10     | Enrico Gasparotto (ITA)     | Team Dimension Data   | + 11"      |